# Sanblasia
Sanblasia es un género monotípico de plantas herbáceas perteneciente a la familia Marantaceae. Su única especie: Sanblasia dressleri L.Andersson, Nordic J. Bot. 4: 22 (1984), es originaria de Panamá.